# Bobryk (obwód kijowski)
Bobryk (ukr. Бобрик) – wieś na Ukrainie, w obwodzie kijowskim, w rejonie browarskim, w hromadzie Wełyka Dymerka. W 2001 liczyła 2016 mieszkańców, spośród których 1950 wskazało jako ojczysty język ukraiński, 58 rosyjski, 7 białoruski, a 1 inny.